# Abablemma bilineata
Abablemma bilineata là một loài bướm đêm thuộc họ Erebidae. Loài này được William Barnes và James Halliday McDunnough mô tả lần đầu năm 1916 và chúng được tìm thấy ở Bắc Mỹ.
Số MONA hay Hodges của Abablemma bilineata là 8438.